# Чёрная роза (фильм, 1950)
«Чёрная ро́за» (англ. The Black Rose) — фильм Генри Хэтэуэя вышедший в 1950 году, экранизация одноимённой исторической повести Томаса Костейна.

## Сюжет
Англия, времена начала правления Эдуарда I Плантагенета (1272—1307). Несмотря на то, что со времён захвата страны Вильгельмом Завоевателем прошло два века, противостояние между саксами и норманнами не исчезло.
Уолтера Гарнея (Тайрон Пауэр), незаконнорожденного сына саксонского эрла Лессфорда, женившегося на вдове-нормандке, лишают наследства, а затем изгоняют из Англии за то, что он отказывается служить королю. Вместе с ним страну покидает его друг детства — мятежный йомен-лучник Тристрам Гриффин (Джек Хокинс).
Беглецы достигают Палестины, где присоединяются к каравану, идущему в Китай к Хубилай-хану. Караван, везущий подарки восточному владыке, охраняет войско кочевников во главе с монгольским военачальником Баяном Стоглазым (Орсон Уэллс). Двоим англичанам удаётся завоевать авторитет у жестокого, но справедливого полководца, однако не по душе его методы войны.
Помимо этого, в своей палатке им приходится укрывать одну из многочисленных наложниц, посланных в подарок Хубилаю — прекрасную Мариам (Сесиль Обри), дочь английского рыцаря, попавшего в плен к сарацинам, переодевшуюся мальчиком-слугой. Постепенно между Уолтером и Мариам возникает чувство, и обман раскрывается, но мудрый Баян великодушно дарит жизнь англичанину.
В ходе похода монголов на южнокитайские города (1275—1278) Уолтеру и Тристраму удаётся бежать, но лишь для того чтобы попасть в китайский плен. При попытке бегства последний из них гибнет, а Уолтер после долгих странствий возвращается на родину. Здесь он получает известие, что король Эдуард, получивший послание от грозного Баяна, в котором тот удостаивает молодого англичанина всяческих похвал, не только помиловал его, но и посвятил в рыцари, вернув наследство.
Вдобавок ко всему, Уолтер получает в награду Мариам, привезённую ему посланцами монголов. Обустроив семейный быт в родовом замке, Уолтер бережно сохраняет как реликвию оружие своего погибшего друга — английский длинный лук, символ военной мощи страны времён Плантагенетов.

## В ролях
| Актёр                    | Роль                          |
| ------------------------ | ----------------------------- |
| Тайрон Пауэр             | Уолтер из Гёрни               |
| Орсон Уэллс              | Баян                          |
| Сесиль Обри              | Марьям                        |
| Джек Хокинс              | Тристрам Гриффин              |
| Джеймс Робертсон Джастис | Симон Ботри                   |
| Майкл Ренни              | король Эдвард                 |
| Лоуренс Харви            | Эдмунд                        |
| Финлэй Карри             | Альфгар                       |
| Герберт Лом              | Антем                         |
| Роберт Блейк             | Махмуд                        |
| Мэри Клэр                | графиня Элеанора Лессфордская |
| Валерий Инкижинов        | китайский посол               |

## Факты
- Единственный полнометражный игровой художественный фильм, в котором фигурирует известный английский учёный эпохи Средневековья Роджер Бэкон, роль которого исполнил британский актёр Генри Оскар[англ.].

## Отзывы критиков
- Гэри В. Туз в своей рецензии к изданию из 5 фильмов «Tyrone Power: The Swashbuckler Box Set» на сайте «dvdbeaver.com» написал, что «Чёрная роза» не лучшим способом завершает коллекцию, в отличие от других 4 фильмов, которые можно пересматривать снова и снова[2].

## Награды
- В 1951 году дизайнер костюмов Майкл Уитэйкер был номинирован на Оскар в категории «Лучший дизайн костюмов (Цветной фильм)», но не победил.
- В 1952 году Тайрон Пауэр, сыгравший роль Уолтера, выиграл премию Бэмби, в категории «Лучший актёр (Международный)»[3].